# المركز الوطني للسينما
المركز الوطني للسينما وصور الرسوم المتحركة (CNC)  هو وكالة تابعة لوزارة الثقافة الفرنسية ، وهو المسؤول عن إنتاج وترويج الفنون السينمائية والسمعية والبصرية في فرنسا. إن المركز الوطني للسينما هو مؤسسة مملوكة للقطاع العام، وتتمتع بالاستقلال القانوني والمالي.
تم إنشاؤه بموجب قانون في 25 أكتوبر 1946 باسم المركز الوطني للسينما، ويديره حاليًا دومينيك بوتونات. حلت هيئة الرقابة على السينما محل المكتب المهني للسينما (OPC)، وهو سلفها الذي تم إنشاؤه في عهد فيشي فرنسا للرقابة على السينما في زمن الحرب.
تقع أرشيفات المركز الوطني للسينما وصور الرسوم المتحركة في حصن بوا دارسي السابق جنوب غرب باريس. أُسست في عام 1969 لتخزين أفلام النترات القابلة للاشتعال، وتحتوي الأرشيفات الآن على أفلام أسيتات حديثة أيضًا.

## روابط خارجية
- الموقع الرسمي الفرنسي للمركز الوطني للسينما وصورة الرسوم المتحركة
- الأرشيف الفرنسي لأفلام CNC
يتيح موقع AFF-CNC على الإنترنت جزءًا من قاعدة بيانات الأفلام المحفوظة في Bois-d'Arcy . ويقدم أيضًا المعلومات اللازمة لاستشارة هذه الأفلام، إما في Bois-d'Arcy أو في قناتهم في BnF ، ويقدم صيغ الاعتماد عبر الإنترنت. وفي أجزاء أخرى، يقدم الموقع دورات مواضيعية لتمكين اكتشاف أنشطة ومهام هذه الأرشيفات.